# Медіакультура
Медіакультура — сукупність інформаційно-комунікаційних засобів, що функціонують у суспільстві, знакових систем, елементів культури комунікації, збирання, виробництва, передачі та аналізу інформації, а також культури її сприймання соціальними групами та соціумом у цілому. На особистісному рівні медіакультура означає здатність людини ефективно взаємодіяти з мас-медіа, адекватно поводитися в інформаційному середовищі.

## Тлумачення терміна
Медіакультура - тип культури інформаційного суспільства, що є посередником між суспільством і державою, соціумом і владою. Вона об’єднує в собі всі види аудіовізуального мистецтва. Незважаючи на широке застосування  термін досі не набув статусу енциклопедичного.
Медіа (від латинського "media", "medium" , що означає посередник) - цей термін був введений  XX століття для позначення феномена "масової культури", "масової комунікації". Одним з перших його почав застосовувати канадський соціолог М. Маклюен в контексті досліджень для позначення різних засобів комунікації.
Простір медіакультури існує не тільки на основі виробництва і розповсюдження образів - це лише одна частина, що робить його можливим, - але й за рахунок циклу "повідомлення - залучення до комунікації". Залучення до комунікації є умовою і результатом споживання повідомлення, а виробництво повідомлення є умовою і результатом такого залучення. У більш традиційних термінах - це взаємообмін "інформацією" та "інтересами": з одного боку, люди (аудиторія) сприймають як цікаві або корисні в першу чергу ті повідомлення, які вважають або відчувають такими, що мають відношення до них особисто, і на них вони "виявляють попит", з іншого боку, виробництво медіапродукції не тільки орієнтується на інтерес публіки, а й спонукається реальними інтересами, перш за все, політичними і економічними інтересами спільнот, груп, інстанцій та особистостей.
Медіакультура характеризується інтенсивністю інформаційного потоку (аудіовізуального: телебачення, кіно, відео, комп’ютерної графіки), це засоби комплексного освоєння людиною навколишнього світу в його соціальних, моральних, психологічних, художніх, інтелектуальних аспектах.
Російський дослідник Н. Кирилова визначає медіакультуру як «сукупність інформаційно-комунікативних засобів, вироблених людством у ході культурно-історичного розвитку, що сприяють формуванню суспільної свідомості та соціалізації особистості».
Термін "медіакультура" може розумітися також  як:
1) сукупність матеріальних та інтелектуальних цінностей у сфері медіа, а також історично визначена система їх відтворення та функціонування в соціумі;
2) по відношенню до аудиторії медіакультура може виступати системою рівнів розвитку особистості людини, здатної сприймати, аналізувати, оцінювати медіатексти, займатися медіатворчістю, засвоювати нові знання у галузі медіа.
Генезис даного феномену дозволяє розглянути медіакультуру в історичній репрезентації, в контексті соціального функціонування і як знакову систему, тобто як певний "код", за допомогою якого передається інформація про світ, що оточує людину каналами масової комунікації

## Аналіз специфіки медіакультури
Аналізом специфіки медіакультури та її впливу на соціум у ХХ столітті займалися такі зарубіжні дослідники, як Р. Барт, Д. Белл, В. Беньямін, Г. Маркузе, Х. Ортега-і-Гассет, Ю., К. Леві-Стросс, Д. Рашкофф та ін.
У Росії та Україні проблему медіакультури досліджували представники семіотики, мовознавства, психології (М. Бахтін, В. Біблер Ю. Тинянов, Л. Виготський, Ю. Лотман, В. Міхалковіч, М. Ямпольський, А. Якимович та ін.).
Медіакультура пов'язана з аудіозуальними матеріалами, завдяки яким людина (споживач інформації) отримує, аналізує, передає інформацію. Медіакультура не може існувати без а)візуальних технологій, б) аудіовізуальних технологій.
За візуальними технологіями мається на увазі будь-який пристрій для передачі та перегляду візуальної інформації, від картини в галереї до телебачення та мережі Інтернет. Тобто медіа культура включає у себе такий елемент як візуальна культура, яка є сукупністю  візуальних матеріалів та засобів, що допомагають інтерпретувати та передавати візуальну інформацію, будь то певні носії чи канали комунікацїї.
До аудіовізуальних технологій відносяться пристрої для передачі відеоматеріалів.
Медіакультура стала всепроникним явищем завдяки технологічному прогресу та появи Інтернету. Завдяки соціальним мережам та можливості миттєвого передання фото/відео/текстових матеріалів через спеціальні додатки на телефонах, планшетах та інших пристроях. Тепер для людей, які працюють в науковій сфері, пов'язаних з літературним, образотворчим мистецтвом, кінематографом  і медійних дослідженнях, соціології та інших аспектах візуалізації даних створюється можливість для міждисциплінарної роботи. Студент може отримати інформацію та зробити аналіз даних при дослідженні  різних областей знань не виходячи з дому.
Людський досвід тепер більш візуалізовані ніж будь-коли раніше. Багато в чому люди в даний час користуються візуальними матеріалами та аудіовізуальними засобами інформації. Журналісти, блогери, медики, вчителі та звичайні люди постійно створюють візуальну та аудіовізуальну інформацію, передають її та аналізують.
Наприклад, ми постійно стикаємося з банерами та рекламою в соціальних мережах. Іноді ми не замислюємося над тим, що ми постійно її аналізуємо. Відтак, до одної реклами ми ставимося позитивно, а до іншої негативно, тобто ми постійно перебуваємо під інформаційним впливом візуальних матеріалів. Текст може змусити нас сміятися,  картинка плакати, а відео з музичнім рядом викличе іншу емоцію. Таким чином візуальні, аудіальні та аудіовізуальні матеріали мають різні прямі або непрямі посили, які вловлюються та інтерпретуються споживачами. 
Слід зауважити, що поширення аудіовізуальних матеріалів, вимагає нових засобів інтерпретації інформації.
Західна культура послідовно приносила усне слово як вищу форму інтелектуальної практики і сприймала візуальні уявлення як другорядні ілюзії ідей. Однак, проте, поява візуальної культури як суб'єкта заперечила цю гегемонію, розвиваючи те, що Мітчелл назвав «теорію картини». У цій відомій західної філософії і науці тепер використовується образотворча, а не текстова модель світу, яка являє собою серйозну проблему для подання світу як письмового тексту, який домінував в настільки інтелектуальному обговоренні  після таких лінгвістичних рухів, як структуралізм і постструктуралізм.

## Теорія картинки татекстуальність[недоступне посиланняз липня 2019]
На думку Мітчелла, теорія картини виникає з усвідомлення того, що практика спостереження може бути настільки ж глибокою проблемою, як різні форми читання (дешифрування, декодування, інтерпретація тощо) і що «візуальний досвід» людини або її «візуальна грамотність» не можуть бути повною мірою пояснені в моделі текстуальності, автором якої є дослідник Граціа.
Науковець пояснює, що текстуальність стосується не лише переданої за допомогою писемності інформації, але й  також включає в себе розташування та порядок слів у реченнях, а також  тлумачення читача. Граціа зазначає, що е існує чіткого набору  формул для опису текстуальності тексту, оскільки це не проста процедура.
І зміст, закладений автором тексту/зображення або іншого елементу відображення певної реальності, не завжди буде чітко розумітися читачеві (декодувальнику), оскільки тут може грати роль існування певного «візуального досвіду». Наприклад, якщо ми почнемо читати трилогію з другої частини, то ми не зрозуміємо зміст, закладений автором. Відтак, ми розпочинаємо з першої частини книги, щоби зрозуміти чи цікаво нам, який там сюжет та основна ідея.
Текстуальність, як одна із літературних  теорій, полягає у визначенні змісту певного тексту. Баррі описує це як "структуралістський підхід до літератури, відбувається постійний перехід від інтерпретації індивідуального літературного твору та паралельний привід до розуміння більших, абстрактних структур, що їх містять".
Кожна форма візуального матеріалу  складається з власних індивідуальних та особистих характеристик. Таким чином для того, щоб  сформулювати думку з приводу певного виду візуального матеріалу, зробити його детальний аналіз, необхідно ознайомитися з літературою та посібниками на цю тематику.
Інший погляд на текстуальність був висунутий Рейном Раудом, згідно з яким кожен текст складається із упорядкованих наборів  слів пов'язані один з одним і походять з попередньо узгодженими способами інтерпретації". Основою текстуальності є базовий набір текстів (або візуальних матеріалів), ознайомившись з якими, людина зможе надати інтерпретацію необхідному явищу.  Такі тексти та візуальні матеріали відносяться до  необхідних, для набуття певного роду компетенції особи чи кола осіб.  Тобто для того, щоби опанувати вищу математику, слід почати з математичних основ, які можна вивчити завдяки інформації, що містяться у посібниках з математики, на спеціалізованих сайтах у вигляді відео роликів. Роу зазначає також, що існує безліч видів знань, стандартів і кодів, які в різній мірі поширюються носіями певної культури (або певного кола інтересів). За словами Рау, дана модель доповнює модель культурної практики, в якій виробництво, розподіл та передача сенсу розглядаються в контексті індивідуальної участі та діяльності, тоді як текстуальність обов'язково поділяється і сприймається її носіями як об'єктивна, хоч і симулятивно побудована, реальність.
У той час як ті, хто вже працює над візуальними ЗМІ зазначають, що картина світу не може бути чисто візуальною, але, тим не менш, візуальні матеріали домінують і є основним джерелом поширення інформації у масове споживання.
Переважання візуального зробило розподіл що між минулим і сучасним (постмодерном). Як передбачав Джеффрі Батхен,  у постмодерні (теперішнім) буде розкладання кордонів отримання  та передачі інформації. Його передбачення справдилися, завдяки тому, що отримання інформації стало тепер звичним і доступним за допомогою сучасних технологій. Зате розвиток технологій відображення та передання візуальної інформації стало однією фундаментальних умов для розвитку візуальної культури у сучасності.
Таким чином, медіакультура має таку історію, яка, на сьогоднішній день потребує більшого та глибшого вивчення. Найбільше від невизначеності історії терміна та значення страждають дослідники та ті, хто у своїх працях використовують термін медіакультура. Загалом, не існує єдиного визначення та змісту, що, відповідно,  робить його трохи більше, ніж модним словом.
Для деяких критиків візуальна культура - це просто «історія образів», оброблених за допомогою семіотичного аналізу.
Для інших це засіб створення соціології візуальної культури, яка встановить "соціальну теорію наочності" (Jenks 1995: 1). Цей підхід, мабуть, відкритий для обвинувачення в тому, що візуальному мистецтву надана штучна незалежність від інших почуттів, які мало впливають на реальний досвід.
Ролан Барт вважає, що візуальна культура має міждисциплінарний характер. «Щоб займатися міждисциплінарною роботою, недостатньо взяти тему і орієнтуватися на науки, які займаються нею.  Міждисциплінарне дослідження [Архівовано 22 січня 2021 у Wayback Machine.], за його словами,  полягає у створенні нового об'єкта, який не належить жодній науковій дисципліні. Як писав науковий критик у галузі комунікаційних досліджень Мак Неір, робота над створенням візуального матеріалу веде високого рівня невизначеності, ризику та незалежності.

## Візуалізація
Однією з найяскравіших особливостей медіакультури є візуалізація речей, які самі по собі не є візуальними. Замість того, щоб короткозоро фокусуватися на візуальному ефекті, виключаючи всі інші почуття, як часто стверджується, візуальна культура розглядає, чому сучасна і постмодерністська культура робить наголос на візуалізацію зорового сприйняття. Серед перших, хто звернув увагу на розвиток візуалізації, був німецький філософ Мартін Гайдеггер. Він зазначив, що картина світу не означає сам світ, а світ картиною, що відрізняє сутність сучасної епохи від минулого.
Існує два типи візуалізації. Перший спосіб - це уява. Для цього створюється детальний детальний образ певного явища.
Другий тип візуалізації - процес візуалізації. Це певні кроки для реалізації візуального образу та способу його транслювання
 «Візуальна культура» - це приватна область поняття «культура», що розвиває здібності сприйняття візуальних образів, вміння їх аналізувати, інтерпретувати, оцінювати, зіставляти, представляти, створювати на цій основі індивідуальні художні образи. Візуальна культура сьогодні охоплює такі об'єкти культури, як кіно, телебачення, фотографія, концептуальне мистецтво, «public art», малюнок, фотографія, живопис, театр, відео-арт, реклама, рекламні ролики, дизайн, вебдизайн, відеоігри, мода, графіті і т.д. [1, с.113].
Візуальна культура пов'язує воєдино кілька реальностей: реальність видиму, віртуальну (мислиму і візуалізовану) і інтуїтивну, яка ще не знайшла певного образного вираження.
Візуальну культуру ми можемо назвати успадкованою, але не генетично, а за допомогою виховання і перебування в середовищі, насиченою її знаками.
На думку антропологів, візуальна культура складається з чотирьох елементів:
1.Поняття. Вони містяться головним чином у мові. Завдяки їм ставати можливим упорядкувати досвід людей (форма, колір, смак предметів).
2.Співвідношення. Візуальна культура не тільки виділяє ті чи інші частини світу за допомогою понять, але також виявляє, як ці складові частини пов'язані між собою - у просторі і часі, за значенням, на основі причинного обумовленості.
3.Цінності. Цінності - це загальноприйняті переконання щодо цілей, до яких людина повинна прагнути. Вони складають основу моральних принципів.
4. Права. Ці елементи регулюють поведінку людей відповідно до цінностей візуальної культури. Цінності не тільки самі мають потребу в обґрунтуванні, а й можуть служити обґрунтуванням [3, 62].
Таким чином, візуальна культура - нове міждисциплінарний напрямок, що виник на перетині філософії, теорії культури, соціології та мистецтвознавства, центральною проблемою якого є дослідження культурної логіки «постмодерністського», «мас-медійного», «візуального» повороту. Візуальна культура сьогодні стає домінуючою формою медіакультури як такої.
Сучасні теоретики медіакультури говорять про навчальну  силу саме візуальних образів, переданих через джерела масової комунікації: художник може передати думку лише за допомогою зображення, користуючись мовою свого мистецтва. Кожна мова базується на певних принципах, має унікальну будову системи і особливості.
При розгляданні творів мистецтва людське сприйняття будується багато в чому на внутрішній емоційній реакції. Через зір та слух  твір вводиться в систему наявних цінностей, в процесі розглядання воно багаторазово посилюється асоціативними зв'язками. В результаті виявляється, що «зображення самі по собі набагато менш сильні, ніж отримане враження від них». Таким чином, метою візуальної  складової медіакультури є збагачення внутрішнього світу людини візуальними образами, розкриття здібностей до створення власних зримих об'єктів.
Медіакультура залежить від сучасної тенденції до візуалізації існування. Ця візуалізація робить сучасний період радикально відмінним від стародавнього і «середньовічного світу [Архівовано 5 грудня 2017 у Wayback Machine.], в якому світ розуміється як книга. Що ще більш важливо, картини розглядалися не як уявлення, а штучні конструкції, які тісно пов'язані або навіть ідентичні цьому об'єкту. Для  прикладу, для Візантійської церкви ікона була святою та не піддавалась копіюванню та розповсюдженню.
На відміну від цього, сучасний період робить незліченні репродукції його образів, які стали відрізнятись один від одного в тому, що Вальтер Беньямін назвав «епохою механічного відтворення». Така візуалізація, завжди загальна, тепер стала практично обов'язковою.
На сьогодні одним з ключових завдань медіакультури є розуміння того, як складаються складні візуальні матеріали (фото, анімаційні зображення тощо)
Медіакультура звертає нашу увагу на структуровані формальні параметри перегляду, такі як кіно і художня галерея, до центральної частини візуального досвіду в повсякденному житті. В даний час різні уявлення про перегляд і зоровому сприйнятті течуть як всередині, так і між усіма різними візуальними субдисциплін. Зрозуміло, має сенс розрізняти. Наші відносини змінюються в залежності від того, чи будемо ми дивитися фільм в кінотеатрі або відвідувати художню виставку. Однак більша частина нашого візуального досвіду має місце в стороні від цих формально структурованих моментів погляду.
Так само, як культурні дослідження намагалися зрозуміти, як люди створюють сенс з споживання масової культури, так і візуальна культура ставить пріоритет повсякденному досвіду глядача від моментального знімка до відео ролика і ,навіть, в художній виставці та блокбастерів.
Тепер зображення, відео більше не індексує реальність, тому що всі знають, що вони можуть бути маніпулятивними, тобто викривлювати реальність. З парадоксами  візуальних матеріалів стикався кожен, хто переглядав науково-фантастичні стрічки про прибульців або мультики про чарівних створінь.  Ці віртуальні ефекти постмодерністського образу постійно оточують нас, формують наше світосприйняття.
Тому, ми маємо розуміти, що медіакультура - це не тільки середовище інформаційної та масової культури. Воно пропонує чуттєву безпосередність, яка не може конкурувати з друкованими засобами масової інформації: саме той розум, який робить різноманітні візуальні образи чіткішими за тексти.

## Завдання медіакультури
Медіакультура спрямована на розмиття кордонів традиційних академічних дисциплін. Тобто медіакультуру слід сприймати як візуальну тактику для на розумінні реакції індивідів та груп індивідів на візуальне середовище (візуальні матеріали, що оточують нас, їх посили та канали, через які вони впливають на осіб). Таким чином медіакультура вийшла за академічні рамки та застосовується у повсякденному житті, часто не усвідомлено. Тому кожна особа має знати про явище медіакультури та вміти його застосовувати для виявлення достовірних даних, критично оцінювати інформацію та не бути обдуреними завдяки маніпулятивним аудіовізуальним матеріалам. 